# 미주상호원조조약

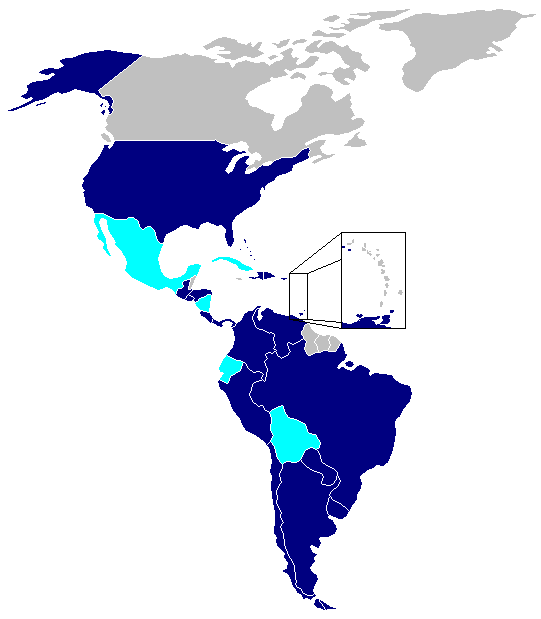

미주상호원조조약(美洲相互援助條約, Inter-American Treaty of Reciprocal Assistance), 리우데자네이루조약, 리우조약은 1947년 9월 리우데자네이로에서 캐나다를 제외한 미주 21개국이 서명, 1948년 12월에 발효한 군사동맹조약이다.
미주(美洲)의 일국에 대한 공격은 미주 국가 전체에 대한 공격으로 보고, 개별적 또는 집단적 자위권을 행사한다는 것을 규정하고 있다. 그런데 비군사적 조치의 결정은 전가맹국을 구속하게 되나 병력의 사용은 동의를 한 나라에 한하여 실행한다. 또한 동조약은 미주국가간의 분쟁에 대해서 무력의 회피와 원상복귀를 요구하는 동시에 불응시에는 협의를 거쳐 대상국가에 응징을 가할 수 있다고 규정하고 있었다.

## 참가국
현재 참가국은 다음과 같다:
- 아르헨티나 (1948–현재)
- 바하마 (1982–현재)
- 브라질 (1948–현재)
- 칠레 (1948–현재)
- 콜롬비아 (1948–현재)
- 코스타리카 (1948–현재)
- 도미니카 공화국 (1948–현재)
- 엘살바도르 (1948–현재)
- 과테말라 (1948–현재)
- 아이티 (1948–현재)
- 온두라스 (1948–현재)
- 파나마 (1948–현재)
- 파라과이 (1948–현재)
- 페루 (1948–현재)
- 트리니다드토바고 (1967–현재)
- 미국 (1948–현재)
- 베네수엘라 (1948–2013, 2019–현재)[a]

과거 참가국:
- 볼리비아 (1948–2012)
- 쿠바 (1948–2012)[b]
- 에콰도르 (1948–2012)[c]
- 니카라과 (1948–2012)
- 멕시코 (1948–2004)
- 우루과이 (1948–2019)[4][d]

## 같이 보기
- 집단안보조약기구
- 북대서양 조약 기구
- 군사동맹
- 라틴아메리카–미국 관계